# Lee Johnson (football)
Lee David Johnson, né le 7 juin 1981 à Newmarket en Angleterre, est un footballeur anglais devenu entraineur. Son père, Gary Johnson, est aussi entraineur.

## Biographie
Le 25 août 2011, Lee Johnson est prêté à Chesterfield pour une durée de trois mois.
Le 18 mars 2013, il rejoint Oldham Athletic comme entraineur.
Le 25 février 2015, il est nommé au poste d'entraineur de Barnsley.
Le 6 février 2016, il est nommé au poste de manager de Bristol City. Il est remercié le 4 juillet 2020.
Le 5 décembre 2020, il est nommé au poste de manager de Sunderland AFC. Il est démis de ses fonctions le 30 janvier 2022.

## Palmarès

### Comme joueur
Yeovil Town
- FA Trophy (1)
  - Vainqueur : 2002
- Football Conference (1)
  - Champion : 2003
- League Two (1)
  - Champion : 2005

Heart of Midlothian
- Championnat d'Écosse
  - Vice-champion : 2006
- Coupe d'Écosse (1)
  - Vainqueur : 2006

### Comme entraîneur
Sunderland
- EFL Trophy (1)
  - Vainqueur : 2021